# عباس عباس
عباس عباس (17 سبتمبر 1956 - 2 فيفري 2016) هو لاعب كرة قدم تونسي سابق، وهو والد اللاعبين التّوأم أمين عباس وهاشم عباس.
بعد تكوّنه في فريق جريدة توزر المستقبل، انتقل عباس عباس إلى النادي الرياضي الصفاقسي سنة 1979. وطيلة الثّمانينات، كان هذا اللاّعب جوكير الفريق، إذ لعب في كلّ المراكز تقريبا.
تحصّل عباس عباس مع النادي الصفاقسي على عدّة ألقاب، أبرزها بطولتا موسمي 1980 – 1981 و1983 – 1984 كما خاض معه لقاء نهائي كأس تونس لكرة القدم لسنة 1984.
توفي عباس عباس يوم 2 فيفري 2016 بعد صراع طويل مع مرض القلب، ودفن بتوزر.